# نانا کریستینسن
نانا کریستینسن (انگلیسی: Nanna Christiansen؛ زادهٔ ۱۷ ژوئن ۱۹۸۹) بازیکن فوتبال اهل دانمارک است.

وی همچنین در تیم‌های ملی فوتبال زنان دانمارک بازی کرده‌است.